# Steve Gaines
Steven Earl Gaines (Seneca, 14 settembre 1949 – Gillsburg, 20 ottobre 1977) è stato un chitarrista statunitense.

## Biografia
Componente dei Lynyrd Skynyrd, Steve Gaines attraversò una carriera da solista alla fine degli anni sessanta. Scrisse canzoni spesso dimenticate come You Got That Right, I Know a Little, Alone in the Moltitudine e One in the Sun. Con i Lynyrd Skynyrd partecipò a molti concerti ed eseguì svariate canzoni come Sweet Home Alabama in cui suonò diversi assolo; inoltre in Free Bird insieme ad Allen Collins eseguì un assolo di oltre 8 minuti. Il musicista usava una Gibson Les Paul Custom "black beauty" degli anni sessanta e una Fender Stratocaster American Standard.
Steve Gaines morì in un incidente aereo durante una tournée del gruppo musicale. Nell'impatto morirono anche Ronnie Van Zant, cantante storico della formazione, Cassie Gaines, corista e sorella di Steve, e Dean Kilpatrick, l'assistente all'organizzazione del tour, oltre a pilota e copilota; altri componenti del gruppo riportarono gravi lesioni a causa del disastro aereo.